# Ilse Lichtenstein-Rother
Ilse Lichtenstein-Rother (* 10. Dezember 1917 in Wilsdruff, Sachsen; † 6. Oktober 1991 in Augsburg) war eine deutsche Grundschulpädagogin, die sich besonders für den Anfangs- und den Sachunterricht engagierte. Sie kann mit ihren richtungsweisenden didaktischen Arbeiten zur Heimatkunde/Weltkunde/Sachkunde als Wegbereiterin des modernen Sachunterrichts bezeichnet werden.

## Leben und Wirken
Lichtenstein-Rother war die erste Tochter des Eisenbahnbeamten Friedrich Kurt Rother und dessen Ehefrau Rosa, geb. Hertel. Ihr Vater starb bereits November 1918. Aus der zweiten Ehe der Mutter ging die Tochter Jutta hervor. Nach ihrer Ausbildung zur Volksschullehrerin in Dresden studierte Ilse Rother von 1941 bis 1943 Psychologie, Pädagogik sowie Philosophie an der Technischen Hochschule Dresden. Während der Bombardierung Dresdens wurde ihre fast fertige Dissertation ein Opfer der Flammen. Als die Russen in die Stadt an der Elbe einmarschierten, flüchtete sie. Über diese schwere Zeit berichtete Lichtenstein-Rother:

„Ich bin in Richtung Teplitz-Schönau gelaufen, habe in Wäldern geschlafen, wurde buchstäblich ausgezogen und ausgeraubt, habe also noch das Wenige verloren, was mir vor dem Luftangriff geblieben war. Nach etwa zwei Wochen bin ich dann wieder langsam zurück nach Dresden... Ich bin dann dort bis 1946 geblieben und bei einer Freundin untergekommen. In deren Wohnung regnete es zwar rein, aber es war wenigstens noch eine Wohnung.“

Nachdem sie Dresden verlassen hatte, arbeitete Rother kurze Zeit als Hauslehrerin beim Zirkus Belli.
1946 übernahm sie Aufbau und Leitung eines Jugendzentrums für Kinder und Jugendliche mit sozialen Defiziten in der Lüneburger Heide. Dabei handelte es sich um eine Tagesstätte mit voller Verpflegung für 300 zum Teil unterernährte Kinder und Jugendliche, die in 28 verschiedenen Arbeitsgemeinschaften betreut wurden. Der „Club“, der „zu einer Art Kinder- und Jugendvolkshochschule geworden war“, wurde von über 300 jungen Menschen besucht.
1948 wurde sie Dozentin für Praktische Pädagogik an der Pädagogischen Hochschule Adolf-Reichwein-Hochschule Celle, wo sie als Lehrerin einer Beispielklasse wirkte und sich besonders intensiv mit Arbeitsmitteln beschäftigte. In dieser Zeit schrieb sie gemeinsam mit Liselotte Nerlich von Diesterweg das 1955 veröffentlichte Buch Schulanfang (mehrfach aufgelegt). Sie entwickelte sich in ihren Vorschlägen für den Unterricht von der damals dominierenden Heimatkunde hin zur Sachkunde.  
1957 heiratete Rother den Pädagogen Ernst Lichtenstein, der nach 14 Ehejahren starb. Ebenfalls 1957 wurde sie als Professorin für Schulpädagogik an der PH Bielefeld berufen. In dieser Zeit erprobte sie in enger Verbindung mit Schulen ihre Vorschläge zum Anfangsunterricht. Fachbezeichnungen wie Sachunterricht und Weltkunde hat sie in dieser Zeit schon deutlich vertreten. Sie arbeitete maßgeblich an den neuen niedersächsischen Richtlinien für Volksschulen mit und entwickelte sehr früh in ihren Schriften wie auch in den Richtlinien Niedersachsens die Fachbezeichnung „Sachunterricht“.
In den Jahren 1964 bis 1973 wirkte Lichtenstein-Rother als Professorin für Schulpädagogik an der PH Westfalen-Lippe, Abt. Münster:

„Hier war sie maßgebend an der Reform der nordrhein-westfälischen Grund- und Hauptschulen beteiligt. Besonderen Einfluß nahm sie dabei auf den Primarbereich.“

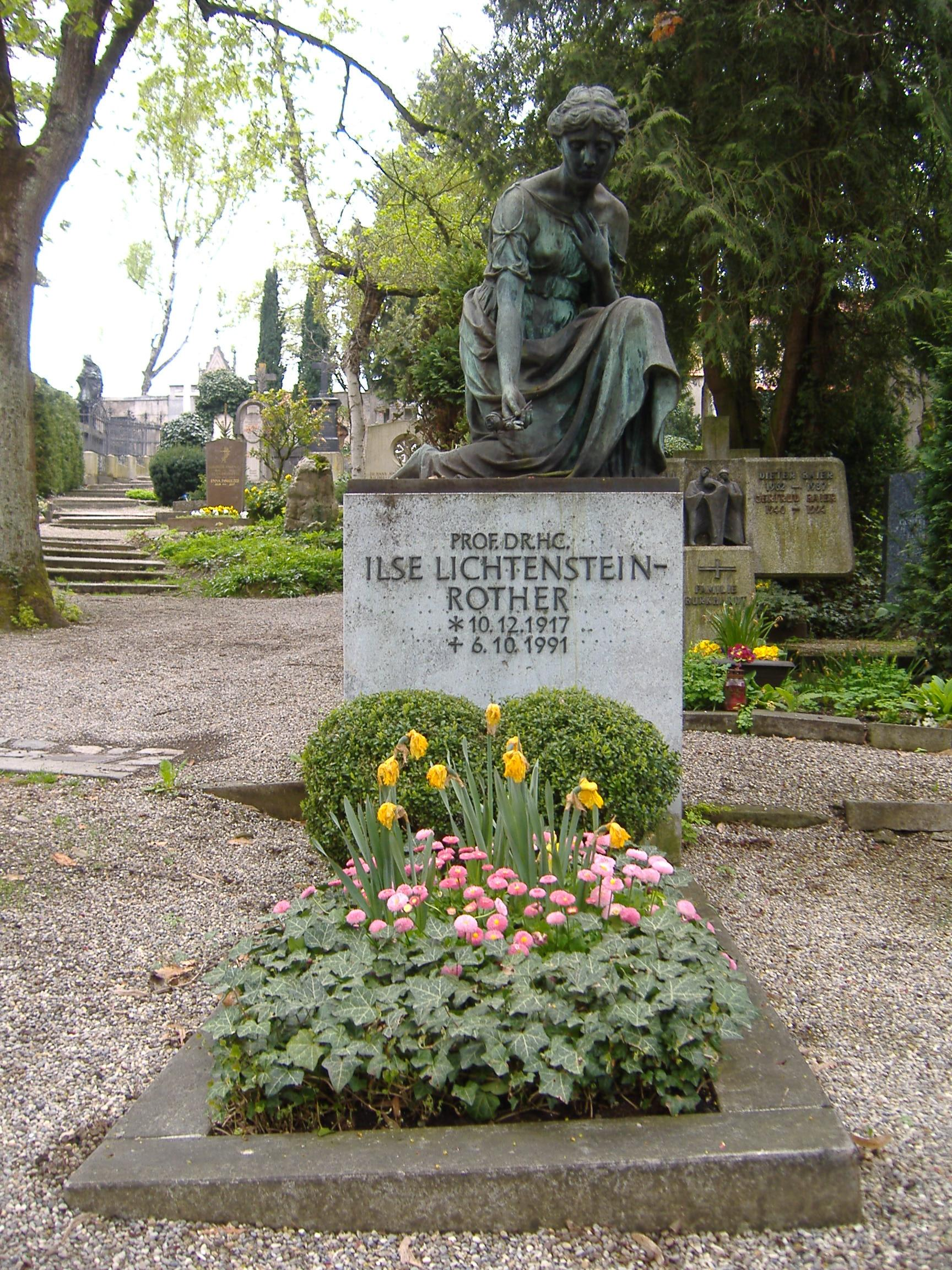
Grabstätte von Lichtenstein-Rother

Von 1972 bis 1974 leitete sie das Internat Schloss Salem. Anschließend nahm sie den Lehrstuhl Pädagogik mit Schwerpunkt Grundschuldidaktik an der Universität Augsburg (1973 bis 1986) wahr. Sie verfasste in dieser Zeit auf der Basis ihrer anthropologischen Orientierung Schriften zur grundlegenden Bildung und gab zahlreiche Lehrwerke heraus. Auch nach der 1986 erfolgten Emeritierung hat sie die pädagogische Debatte beeinflusst und eine an der Schulwirklichkeit orientierte schulpädagogische Theoriebildung vertreten.
Ihre Karriere als nichtpromovierte und habilitierte Hochschullehrerin ist beachtlich. In einem Interview berichtete sie, das ihr nach 1945 immer wieder angeraten wurde, zu promovieren:

„Sowohl Wilhelm Flitner als auch Herman Nohl waren bereit, mich anzunehmen, mit beiden hatte ich gesprochen, beide hatte ich inzwischen auch kennengelernt. Ich hätte auch bei Döpp-Vorwald in Münster promovieren können oder bei Brezinka in Innsbruck, an dessen Universität ich mich zeitweise immatrikuliert hatte. Ich habe dort in Innsbruck sogar eine Arbeit eingereicht, die als Dissertation angenommen wurde, aber dann auf das Rigorosum verzichtet.“

Ilse Lichtenstein-Rother starb am 6. Oktober 1991 im Alter von 73 Jahren in Augsburg. Sie fand ihre letzte Ruhestätte auf dem dortigen Protestantischen Friedhof, wo ihr Grab erhalten ist.

## Ehrungen

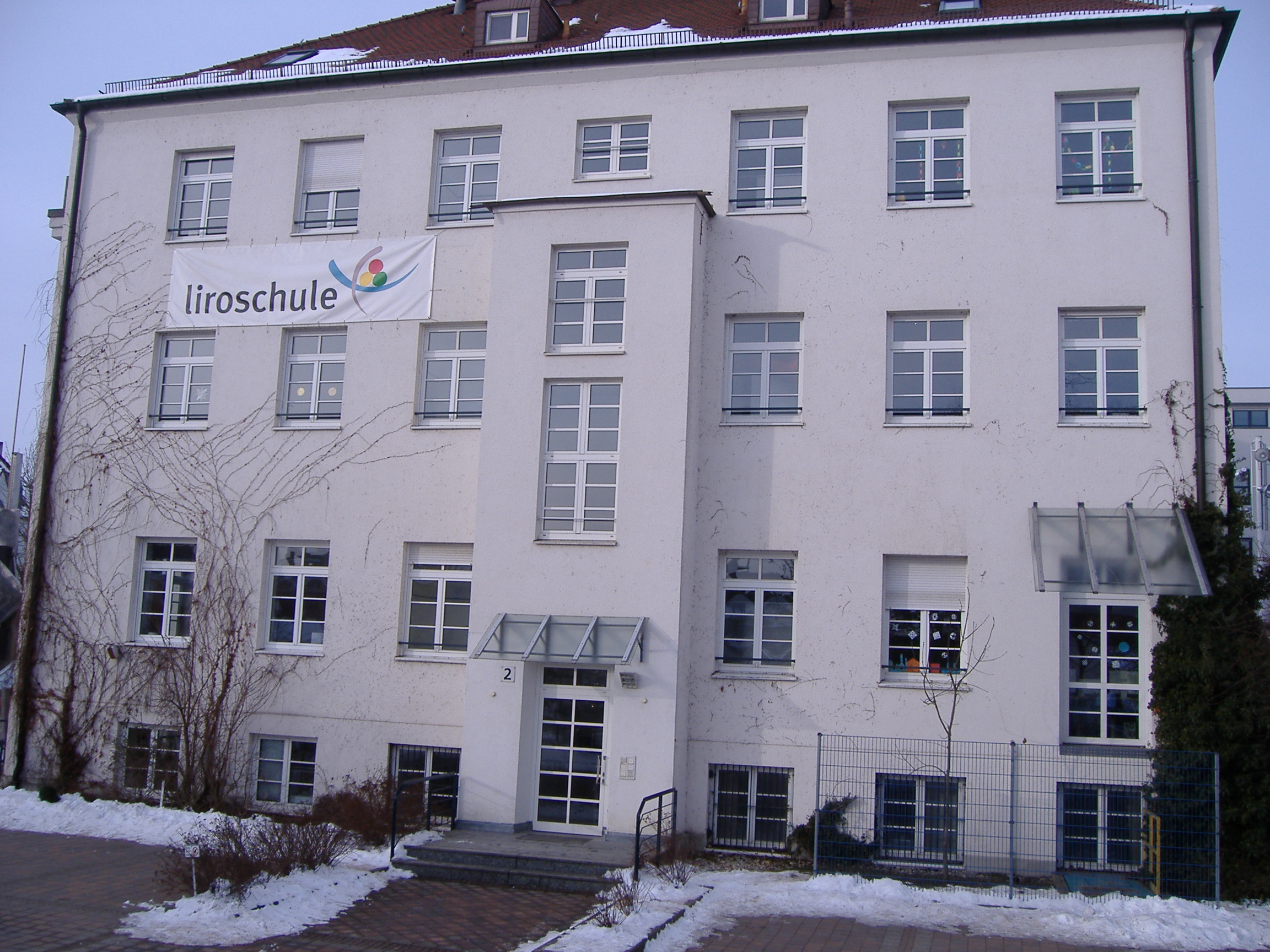
Lichtenstein-Rother Schule (kurz: Liroschule) in Augsburg

- 1990: Ehrenpromotion der Fakultät für Human- und Sozialwissenschaften an der Bergischen Universität Wuppertal.[5]
- In Bremen, Augsburg und in Riede sind Grundschulen nach ihr benannt.
- Die Gesellschaft für Didaktik des Sachunterrichts (GDSU) hat ihren jährlich verliehenen Preis nach Ilse Lichtenstein-Rother benannt.

## Schriften (Auswahl)
als Herausgeberin
- Jugend und Buch in Europa. Gütersloh 1967.
- Erziehung als Aufgabe und Auftrag. Donauwörth 1992.

als Autorin
- Schulanfang. Weinheim 1969.
- mit Edeltraud Röbe: Der pädagogische Raum für Grundlegung der Bildung. München/Wien/Baltimore 1982 (Neubearbeitung von Edeltraud Röbe unter dem Titel: Grundschule. Der pädagogische Raum für Grundlegung der Bildung. Weinheim/Basel 2005).